# PAE Ergotelis Héraklion
Maillots
Actualités
Le Podosfairiki Anonymi Etaireia Diethnìs Ènosis Ergotèlis (en grec moderne : Ποδοσφαιρική Ανώνυμος Εταιρεία Διεθνής Ένωσις Εργοτέλης), plus couramment abrégé en Ergotelis Héraklion, est un club grec de football fondé en 1929 et basé dans la ville d'Héraklion, sur l'île de Crète.

## Historique
Le club d'Ergotelis est fondé le 7 juillet 1929, par des rapatriés Grecs d'Asie Mineure. Le club est ainsi nommé en référence à un Crétois vainqueur lors des Jeux olympiques antiques en 472 av. J.-C.
Le 11 mars 2007, le club remporte sa plus prestigieuse victoire en championnat en s'imposant au Stade Olympique d'Athènes face au Panathinaïkos.

### Rivalité Ergotelis-OFI
Ergotelis, bien que deuxième club d'Héraklion dans l'ordre chronologique de création, fut pendant de nombreuses années le meilleur club de la capitale crétoise, et ce, jusqu'à la Dictature des colonels.
Le ministre des sports de ce régime fit alors adopter une loi autorisant le club rival d'OFI Crète à recruter sans dédommagement les meilleurs éléments du club d'Ergotelis. Les militaires de la junte au pouvoir estimaient que le club d'OFI Crète, fondé par des autochtones, était plus représentatif de la Crète traditionnelle, et qu'il n'était pas acceptable qu'un club fondé par des réfugiés soit le meilleur de l'île. À partir de cette période, l'OFI eut plus de succès, et devint le meilleur ennemi d'Ergotelis, même si certains fans d'OFI ont aussi supporté Ergotelis lorsque ce dernier évoluait dans les divisions inférieures.

## Palmarès
| \| - Championnat de Grèce D2 (1) : - Champion : 2005-06. - Vice-champion : 1959-60 (Gr. Sud). - Championnat de Grèce D3 (2) : - Champion : 1965-66 et 2016-17. - Vice-champion : 2002-03 et 2012-13. \| \| - Championnat de Grèce D4 (1) : - Champion : 1984-85 et 1995-96. - Vice-champion : 1983-84 (Gr. 2), 1992-93 (Gr. 1), 1999-00 (Gr. 1), 2000-01 (Gr. 2) et 2001-02 (Gr. 2). \| |  | |
| - Championnat de Grèce D2 (1) : - Champion : 2005-06. - Vice-champion : 1959-60 (Gr. Sud). - Championnat de Grèce D3 (2) : - Champion : 1965-66 et 2016-17. - Vice-champion : 2002-03 et 2012-13. |  | - Championnat de Grèce D4 (1) : - Champion : 1984-85 et 1995-96. - Vice-champion : 1983-84 (Gr. 2), 1992-93 (Gr. 1), 1999-00 (Gr. 1), 2000-01 (Gr. 2) et 2001-02 (Gr. 2). |

## Personnalités du club

### Présidents
| - Apostolos Papoutsakis - Ioannis Daskalakis | - Maged Samy |

### Entraîneurs
| - Giannis Petrakis (1992 - 1994) - Athanasios Loukanidis (1994) - Andrea Betini (1996 - 1997) - Manolis Patemtzis (1999) - Myron Sifakis (1999 - 2001) - Pavlos Dermitzakis (2001) - Myron Sifakis (2001 - 2005) - Manolis Patemtzis (2005 - 2006) - Nikos Karageorgiou (2006 - 2012) - Siniša Gogić (2012 - 2013) | - Stavros Labrakis & Vasilios Plesitis (2013) - Giannis Petrakis (2013 - 2014) - Marinos Ouzounidis (2014) - Juan Ferrando (2014) - Pavlos Dermitzakis (2014) - Giannis Taousianis (2014 - 2015) - Ioannis Matzourakis (2015) - Giannis Taousianis (2015) - Jasminko Velić (2015) | - Stavros Labrakis (2015 - 2016) - Giannis Chatzinikolaou (2016) - Nikos Oustampasidis (2016 - 2017) - Soulis Papadopoulos (2017) - Takis Gonias (2017 - 2018) - Nikki Papavasiliou (2018 - 2019) - Giannis Taousianis (2019 - 2021) - Nikos Badimas (2021 - ) |

### Anciens joueurs
- Clint Mathis
- Perica Ognjenović
- Aleksandar Vuković
- Javier de Pedro
- Oleh Yashchuk
- Yann Boé-Kane

## Galerie

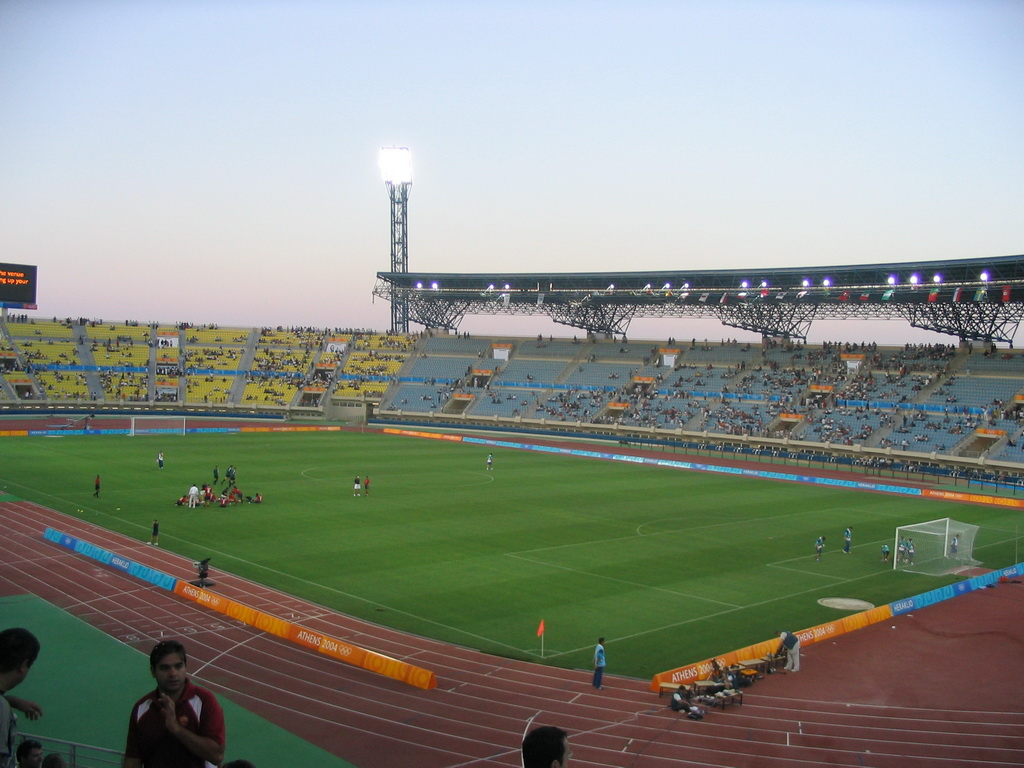
Stade Pankritio pendant un match de l'Ergotelis Héraklion
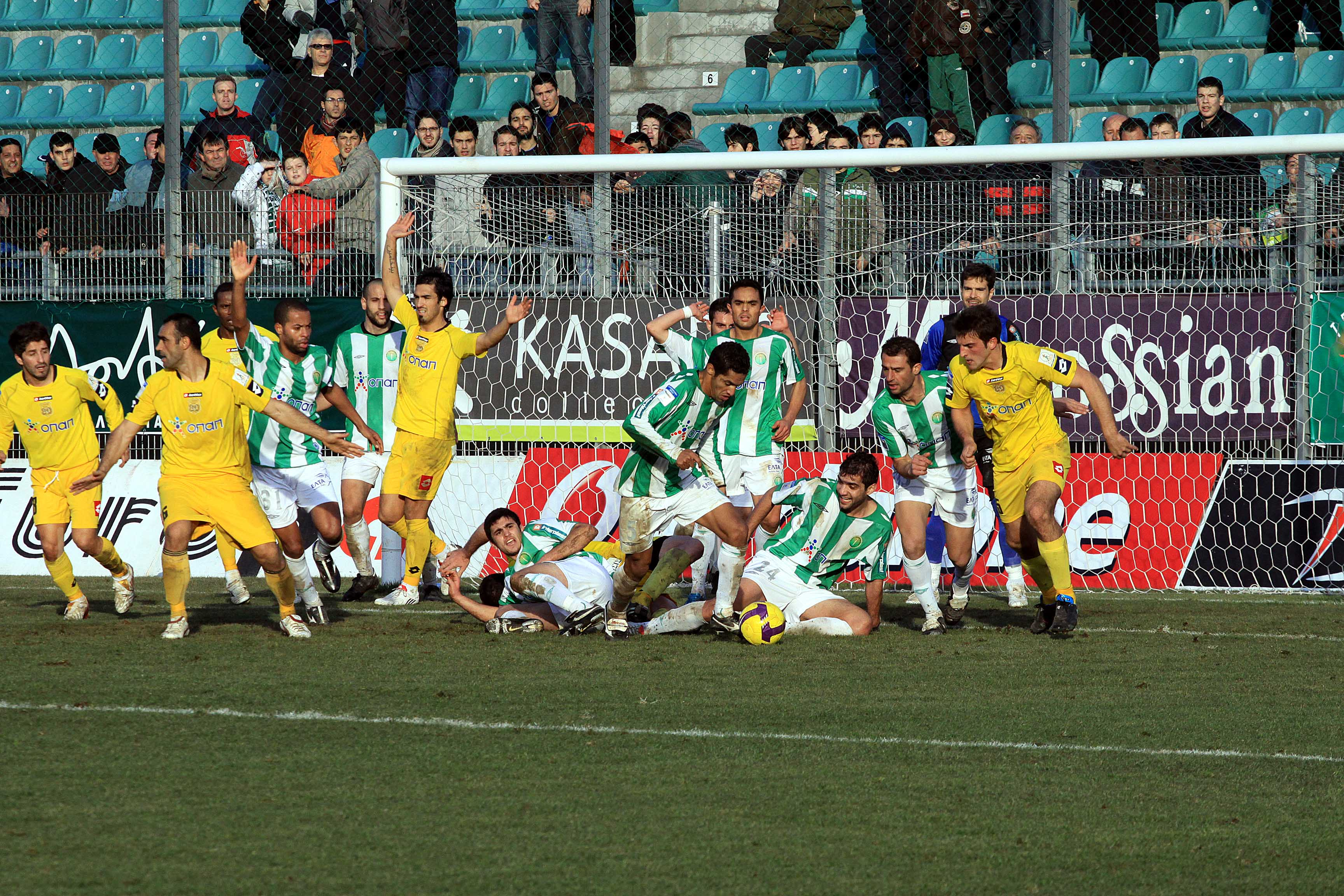
Match Ergotelis Héraklion - Panthrakikos FC 2009-10